# Поклонение волхвов
Поклоне́ние волхво́в (греч. μάγοι ἀπὸ ἀνατολῶν — дословно «маги с Востока») — евангельский фрагмент (Мф. 2:1—11) и популярный богословский и иконографический сюжет о мудрецах, пришедших с Востока, чтобы поклониться младенцу Иисусу и принести ему дары. Словом «волхвы» было переведено с греческого на церковнославянский и русский языки слово «маги».
У Блаженного Августина (354—430) и Иоанна Златоуста (ок. 347—407) волхвов насчитывалось двенадцать, но, вероятно, от тройственности даров их число свелось к трём, а Беда Достопочтенный (ок. 672/673—735) дал им имена — Каспар, Мельхиор и Валтасар, царское происхождение и родину. В католицизме существует праздник трёх царей, отмечаемый в праздник Богоявления (6 января).
Сюжет получил широкую популярность благодаря сборнику итальянца Иакова Ворагинского (ок. 1228/1230—1298) «Золотая легенда», составленному около 1260 года.

## Празднования
В католицизме поклонение волхвов отмечается в день праздника Богоявления (6 января). В некоторых странах праздник носит название праздника трёх царей. Особенно он пышен в испаноязычных странах и выливается в массовые шествия 5 января — la festividad de los Reyes Magos (кавалькады царей-волхвов), инсценирующие прибытие трёх волхвов.
В католическом сборнике Деяния святых 1863 года память Каспара отмечена 1 января, Мельхиора — 6 января, Валтасара — 11 января.

## Евангельский рассказ
Согласно апостолу Матфею, волхвы жили где-то на востоке. Они увидели на небе звезду и поняли, что она является знамением. Последовав за её движением по небосводу, они прибыли в Иерусалим. Там они обратились к правящему государю этой страны, Ироду, с вопросом, где они могут увидеть только что родившегося Царя Иудейского.
Ирод встревожился этим известием и попросил их, когда они найдут Царя, сообщить ему, где он находится, «чтобы и мне пойти поклониться Ему». Путешественники покинули Иерусалим и последовали дальше за путеводной звездой, которая привела их в Вифлеем. Там они нашли Марию с Младенцем, поклонились ему и принесли дары.

Увидев же звезду, они возрадовались радостью весьма великою, и, войдя в дом, увидели Младенца с Мариею, Матерью Его, и, пав, поклонились Ему; и, открыв сокровища свои, принесли Ему дары: золото, ладан и смирну.
— Мф. 2:9—11
После того как волхвы во сне получили откровение не возвращаться к Ироду, они отправились домой другой дорогой. Не дождавшись их, разгневанный Ирод устроил избиение младенцев.

### Символическое значение рассказа
Этот библейский рассказ подчёркивает, что ещё в раннем детстве в Иисусе был узнан грядущий Царь. Иоанн Златоуст пишет о причинах, почему именно волхвы были приведены ко Христу:

Так как цель пришествия Христа была та, чтобы отменить древние правила жизни, призвать всю вселенную на поклонение Себе и принимать это поклонение на земле и на море, то Христос с самого начала отверзает дверь язычникам, желая через чужих научить своих. Так как иудеи, непрестанно слыша пророков, возвещавших о пришествии Христа, не обращали на то особенного внимания, — Господь внушил варварам прийти из отдалённой страны, расспрашивать о Царе, родившемся у иудеев.
— Иоанн Златоуст. Беседы на Евангелие от Матфея. Беседа 6:3
Кроме того, многие эпизоды этой истории соответствовали ветхозаветным пророчествам (см. ниже), что имело большое значение.

## Время прихода волхвов
Со времён раннего христианства существуют самые разные версии времени прихода волхвов к младенцу Христу. Вот что пишет об этом Гийом в своей книге «История христианства»

Одни раннехристианские авторы утверждают, что поклонение волхвов произошло сразу вслед за рождением Иисуса. Иустин Мученик утверждает: «Тотчас по рождении Его, волхвы из Аравии пришли поклониться Ему, зашедши прежде к Ироду, царствовавшему тогда в вашей земле» (Иустин Мученик. Разговор с Трифоном, 77). Иоанн Златоуст считает, что звезда и вовсе явилась волхвам задолго до рождения Христа: «Волхвы ни при родах Матери не были, ни времени, когда родила, не знали, а потому не имели и основания заключать о будущем по течению звезд. Напротив, задолго до рождения, увидевши звезду, явившуюся в их земле, они идут смотреть Родившагося» (Иоанн Златоуст. Толкование на святого Матфея Евангелиста, 63). Протоевангелие Иакова прямо увязывает поклонение волхвов с пребыванием Девы Марии с Младенцем в пещере, то есть говорит о поклонении волхвов новорожденному. «И пошли маги. И звезда, которую они видели на востоке, шла перед ними, пока не пришли они к пещере, и остановились перед входом в пещеру. И увидели маги Младенца с Матерью Его Марией» (Протоевангелие, 21). Другие древние авторы, как, например, Евсевий Памфил (Церковная история, кн.1, глава 8), полагают, что поклонение волхвов произошло примерно на втором году жизни Христа. То же мнение выражено в Евангелии Псевдо-Матфея (16).

По древнему преданию Восточной церкви поклонение волхвов произошло после Сретения (встречи) Иисуса Христа с Симеоном Богоприимцем. Также согласно Евангельскому синопсису, поклонение волхвов произошло после Сретения перед бегством Святого семейства в Египет.

## Действующие лица и атрибуты

### Волхвы
Волхвы — славянское слово, используемое в переводах на русский язык. В евангельском подлиннике стоит греческое слово μάγοι. В античной литературе в основном существуют два значения этого термина: люди, принадлежащие к персидским зороастрийским жрецам, и вавилонские жрецы-астрологи как особая профессиональная группа. Наиболее распространенным у ранних авторов являлось мнение о происхождении волхвов из Персии. Об этом писали святители Иоанн Златоуст, Кирилл Александрийский, христианский богослов Климент Александрийский. На Руси этого же мнения придерживался Иосиф Волоцкий. Существует предание, что персы, захватившие Вифлеем в 614 году, воздержались от причинения какого-либо ущерба базилике Рождества Христова, поскольку увидели в ней изображение волхвов в персидских одеждах
Евангелисты не пишут о количестве волхвов. Армяне и сирийцы считают, что волхвов было двенадцать. Их имена также не упомянуты в письменных Евангелиях. Ориген впервые предположил по числу принесённых даров, что их было трое. С наступлением эпохи Великих географических открытий волхвы становятся олицетворением либо трёх частей света — Европы, Африки, Америки, — либо человеческих рас — белой, чёрной и жёлтой. В любом случае эта идея могла принадлежать только Новому времени, но всё же она связана и с тем, что волхвы всегда образно представляли языческое человечество.
В раннехристианской литературе имена волхвов варьируются: у Оригена это Авимелех, Охозат, Фикол; в сирийской традиции это Гормизд, Язгерд, Пероз и др. Есть греческие варианты их имён (Аппелликон, Америн и Дамаскон) и еврейские (Магалат, Галгалат и Серакин). Существуют легенды о четвёртом волхве, которого зовут Артабан (как брата или потомка брата персидского царя Дария I). В ранних рукописях Валтасара зовут Вифисарей. На средневековом Западе церковные и апокрифические предания дали им имена, в настоящее время распространённые повсеместно — Каспар, Мельхиор и Валтасар. Эти имена, в частности, приведены на Равеннской мозаике в Сант-Аполлинаре-Нуово (см. иллюстрацию).
По мере развития иконографического типа волхвов стали изображать как представителей трёх различных возрастов человека и трёх различных сторон света. Несмотря на некоторое различие, в основном, считается, что Мельхиор был старцем и королём Аравии, Каспар — юношей и королём Тарса, Валтасар — средних лет и королём Эфиопии.
Церковное предание считает, что откровение о планах Ирода было получено волхвами на ночлеге в пещере в окрестностях Вифлеема. Это место почитается верующими, — в V веке над пещерой преподобным Феодосием Великим была основана киновия, ставшая первым общежительным монастырём в Палестине.
По легенде, волхвы были крещены апостолом Фомой и присоединились к нему в деле благовествования Евангелия. Затем они приняли мученическую кончину в восточных странах.
Впервые волхвов назвал царями святой Кесарий Арльский.
По преданию, мощи волхвов были найдены императрицей Еленой и положены были сначала в Константинополе. В V веке мощи волхвов были перенесены оттуда в Медиолан (Милан), а в 1164 году, по желанию Фридриха Барбароссы, в Кёльн, где и хранятся в Кёльнском соборе в золочёной тройной раке.

### Вифлеемская звезда
Согласно Писанию, звезда двигалась по небу с востока на запад и остановилась прямо над местом, где находился младенец, указав волхвам дорогу. Присутствует в большинстве трактовок сюжета.
Для верующих явление Вифлеемской звезды было исполнением т. н. «звёздного пророчества» Валаама в ветхозаветной Книге Чисел:

Вижу Его, но ныне ещё нет; зрю Его, но не близко. Восходит звезда от Иакова и восстаёт жезл от Израиля, и разит князей Моава и сокрушает всех сынов Сифовых.
— Чис. 24:17

### Дары
Волхвы принесли младенцу три дара: золото, ладан и смирну (миро или мирра). Согласно учебнику «Закон Божий» —
…и поднесли ему дары (подарки) свои: золото, ливан (ладан) и смирну (драгоценное благовонное масло)
Евангельский рассказ о принесении даров показывает исполнение ветхозаветного пророчества о том, как язычники принесут свои дары Царю Израиля:

…цари Фарсиса и островов поднесут ему дань; цари Аравии и Савы принесут дары; и поклонятся ему все цари; все народы будут служить ему…
— Пс. 71:10—11
(в христианском толковании здесь Израилем названа Церковь Христова, как новый, духовный, Израиль, должный прийти на смену старому Израилю — еврейскому государству и еврейской церкви.)
Эта фраза имеет отсылку на принесение в дар царю Израиля Соломону подарков царицей Савской как событию-прообразу принесения даров Христу.
Принесённые волхвами дары имеют символическое значение:
- Золото — царский дар, показывающий, что Иисус был Человеком, родившимся, чтобы быть Царём;
- Ладан — дар священнику, так как Иисус пришёл стать новым Учителем и истинным Первосвященником (см. иконографию «Великий Архиерей»);
- Смирна — дар тому, кто должен умереть, так как смирну в Древнем Израиле употребляли для бальзамирования тела умершего. Этот дар отсылает к грядущей искупительной жертве Христа — одним из эпизодов Страстей Господних, увенчавшихся Распятием, будет умащение ног Спасителя миррой, а перед погребением его тело было умащено благовонным составом из смирны и алоэ.

Волхвами и их дарами была заложена широко известная традиция дарить подарки на Рождество.
По преданию, Божия Матерь бережно хранила дары и перед своим Успением передала их Иерусалимской церкви, где они находились до IV века. Позже византийский император Аркадий перенёс дары в Константинополь.
Золотой ларец XV века, содержащий дары волхвов, ныне хранится в монастыре Святого Павла на горе Афон. Преподнесён в дар монастырю в 1470 году Марой Бранкович, дочерью правителя Сербии Георгия Бранковича, вдовой османского султана Мурада II, крёстной Мехмеда II Завоевателя. Согласно преданию, Мария лично хотела принести дары волхвов в монастырь, но перед стенами её остановил небесный голос и напомнил о запрете женщинам находиться на Святой Горе. В память об этом монахи установили крест, который называется Царицыным, а в стоящей рядом часовне изобразили встречу великих святынь насельниками обители.
В 2014 году золотые пластины впервые за века покинули территорию Греции и были привезены на рождественские святки в Москву, Санкт-Петербург, Минск, Киев, Симферополь, Севастополь, Волгоград. В Москве святыне поклонились более 400 тысяч человек.

### Верблюды
Верблюды, на которых приехали волхвы с подарками, возникли в рассказе не только как экзотическое средство передвижения пришельцев из дальних стран, но благодаря пророчеству Исайи о посещении Иерусалима язычниками:

Множество верблюдов покроет тебя — дромадеры из Мадиама и Ефы; все они из Савы придут, принесут золото и ладан и возвестят славу Господа… И придут к тебе с покорностью сыновья угнетавших тебя, и падут к стопам ног твоих все, презиравшие тебя, и назовут тебя городом Господа, Сионом Святаго Израилева.
— Ис. 60:6—14
Вероятней всего, эпизод об ошибочном визите волхвов сначала в Иерусалим (Мф. 2:1—12) также мог, благодаря этому пророчеству, послужить обоснованием для отождествления волхвов с царями.

### Прочие свидетели
В сцене поклонения волхвов безусловно присутствуют сам младенец Иисус и Дева Мария. Дополнительные персонажи — Иосиф Обручник, а также пастухи.

## В изобразительном искусстве
Христианская иконография основывается на расцвеченном многочисленными деталями рассказе апостола Матфея. Этот сюжет был чрезвычайно популярным, и количество картин, написанных на эту тему, очень велико. Также встречаются скульптуры и музыкальные произведения.
В число первых по хронологии памятников входит катакомбная живопись и рельефы на саркофагах IV в.
В самых ранних изображениях волхвы показаны одетыми в персидские одеяния и фригийские колпаки, как правило, в профиль, в шаге и держащими перед собой дары. Этот вариант — использование позднеантичной иконографии «Варвары, приносящие подношения Императору».
Раннехристианское искусство неизменно изображало волхвов одетыми по-персидски (войлочная круглая шапка, штаны, часто хитон с рукавами и мантия). Последний персидский царь Хосров II Парвиз (VII в.), уничтожавший все христианские церкви в Палестине, пощадил Вифлеемскую церковь Рождества из-за персидского облика изображённых на ней волхвов.
В православной иконописной традиции сцена поклонения волхвов может выделяться в отдельный сюжет, хотя чаще является одной из композиций иконографии Рождества Христова.

### Усложнение иконографии
Короны на головах пришельцев появляются в X веке (в западном искусстве), где благодаря устным рассказам они превратились из жрецов в царей. Тогда же их одеяния теряют ярко выраженный восточный оттенок, и их начинают изображать не как ровесников, а людей разных возрастов. Обычай изображать их как представителей разных рас возникает на Западе в XII в. и становится каноническим в XV в.
С XIV века, с наступлением пышного заката средневековья, дары начинают изображаться в изысканных золотых шкатулках, а одежды волхвов становятся всё более разнообразными и роскошными. С этого времени данный сюжет становится популярен среди художников с точки зрения проявления профессионального мастерства: ведь это была сложная, многофигурная сцена, где были не только лошади и верблюды, но и противопоставление различных текстур — шёлка, мехов, драгоценностей и золота волхвов с деревянными конструкциями здания, соломой в яслях и грубой домотканой одеждой Иосифа и пастухов.
Стоит отметить невероятное разнообразие животного мира на подобных картинах. Помимо предсказанных верблюдов, на полотнах оказываются бык и вол, унаследованные из хронологически предшествовавшего эпизода Рождества. Кроме того, обычны кони (до относительно позднего периода европейские живописцы, которым верблюды были известны только по словесным описаниям, старались не рисковать и заменяли их более привычным средством передвижения). Волхвов, превратившихся в царей, сопровождала обширная свита с псами и охотничьими птицами. А на стропилах вертепа могли сидеть воробьи.

### Совмещение с другими сюжетами
Начиная с XV века Поклонение волхвов зачастую начали совмещать со сценой Поклонения пастухов (от Луки. 2:8—20). Это позволяло добавить в изображение ещё большее разнообразие людей и животных. В некоторых композициях, например, триптихах, эти две сцены поклонения становились боковыми створками, в то время как центральное место отводилось обычно сцене Рождества.

### Список произведений
- см. Поклонение волхвов (картина)
- Капелла волхвов

## Традиции
- В католических храмах в праздник Богоявления освящают мел, которым потом пишут на дверях церквей и домов латинские буквы CMB, что иногда интерпретируют как первые буквы имён трёх волхвов — Каспара, Мельхиора и Бальтазара; а иногда как первые буквы латинской фразы «Christus mausionem benedicat», что означает «Да благословит Христос этот дом».
- В Испании и многих испаноязычных странах именно в праздник Богоявления, а не в Рождество или в день святого Николая дети получают подарки. Считается, что их разносят волхвы — «Los reyes magos».